# 大木美里亜
大木 美里亜（おおき みりあ、2002年〈平成14年〉7月10日 - ）は、日本のモデル、タレント、女優、YouTuber。株式会社Lovers所属。『egg』の元専属モデル。愛称は「みりちゃむ」。

## 経歴
かつてはプラチナムプロダクションに所属し、Shibu3 projectのメンバーとして活動していた。
2018年6月から雑誌『egg』のモデルを務める。同月24日には、公式YouTube『egg Channel』で最年少モデルとして紹介されている。
2021年11月17日に配信されたYouTubeチャンネル『佐久間宣行のNOBROCK TV』の第一回口ゲンカ最強女子オーディションに合格し、以後同チャンネルの口喧嘩企画や錦鯉の渡辺隆などを罵倒する企画に出演している。このことについて、お笑いに疎く、佐久間宣行や錦鯉を知らなかったため、暴言を吐くことができたと語っている。
2024年3月5日、2024年後期のNHK連続テレビ小説『おむすび』に出演することが発表された。
2024年4月27日、自身のインスタグラムで雑誌『egg』の専属モデルを卒業することを発表した。

## 人物
- 中学時代、貧血と低血圧のために「運動禁止」になっていた時期がある[10]。

## 出演

### バラエティ番組
- 踊る!さんま御殿!!（日本テレビ、2022年6月7日）[11]
- ダウンタウンDX（読売テレビ・日本テレビ、2022年7月7日）[12]
- 逃走中～上陸！猛獣の島～（フジテレビ、2022年8月28日）[13]
- 一樹と和樹 ～なかよしおじさん2022 振り返りドライブ～（テレビ愛知、テレビ東京、2022年12月28日）[14]
- 探せ!クイズゲッターズ（テレビ朝日、2023年1月15日）[15]
- しゃべくり007「女だらけの埼玉県人会」（日本テレビ、2023年5月8日）[16]
- ホンマでっか!?TV（フジテレビ、2023年5月10日）[17]
- くりぃむナンタラ（テレビ朝日、2023年5月10日）[18]
- 愛のハイエナ（ABEMA、2023年7月18日）アシスタントMC[19]
- NHKスペシャル「Z世代と"戦争"」（NHK総合、2023年8月15日）[20]
- 笑いと水の祭典!THE水王（TBS、2023年8月28日）[21]
- 水バラ1歩1円第4弾（テレビ東京、2024年1月31日）
- ヒューマングルメンタリー オモウマい店（日本テレビ、2024年11月12日）※中京テレビ制作
- さんまウマ〜好きな馬の話 5日間連続でしゃべらせて!〜（フジテレビ、2024年12月17日（16日深夜）〜21日（20日深夜））[22]
- 発見!タカトシランド（北海道文化放送）
  - 2025年5月9日 - 大通り・バスセンター前エリアでお宝店を発見! SP
  - 2025年5月16日 - 福住エリアでお宝店を発見! SP

### ドラマ
- 警視庁・捜査一課長スペシャル（テレビ朝日、2023年4月4日）羽場滝奈 役[23]
- 連続テレビ小説 おむすび（NHK総合、2024年9月30日 - 2025年3月28日） - 真島瑠梨 役[24]
- なんで私が神説教 第5話 （2025年5月10日、日本テレビ） - 松本來未 役

### 映画
- カタシロReplica（moccai、2024年6月21日） - 患者 役[25]

### 雑誌
- 別冊ヤングチャンピオン2023年10月号 表紙・巻頭グラビア[26]

### CM
- ソフトバンク Web CM「SPYのボスの正体は佐久間宣行」編 女スパイ役[27]
- コシダカホールディングス「カラオケ まねきねこ」（2024年6月7日 - ）
- ソニー銀行 Web CM「バイト代振り込み編」（2025年2月4日 - ）[28]

### ネット配信
- egg Channel（2018年6月24日 - 、YouTube）[29]
- 佐久間宣行のNOBROCK TV（2021年11月7日 - 、YouTube） - 準レギュラー（口喧嘩・罵倒企画中心）
- シャッフルアイランド season1（2021年11月17日 - 2022年1月5日、ABEMA）[30]
- BSノブロック〜新橋ヘロヘロ団〜（2024年8月19日、YouTube）[31]
- スタジオパーソル - はたらくを、もっと自分らしく。（2024年12月20日、YouTube）[32]
- 刃牙シリーズ公式YouTubeチャンネル（2025年2月7日、YouTube）[33]
- しくじり先生 俺みたいになるな!!（2025年3月14日・21日・4月11日・18日、ABEMA）[34]
- 罵倒村（2025年5月13日、Netflix）[35]

## 著書
- 『ギャルの喧嘩上等！ 口喧嘩最強ギャルみりちゃむの流儀』（KADOKAWA、2023年3月9日）ISBN 9784046060402[7]